# Sieben-Meter-Teich

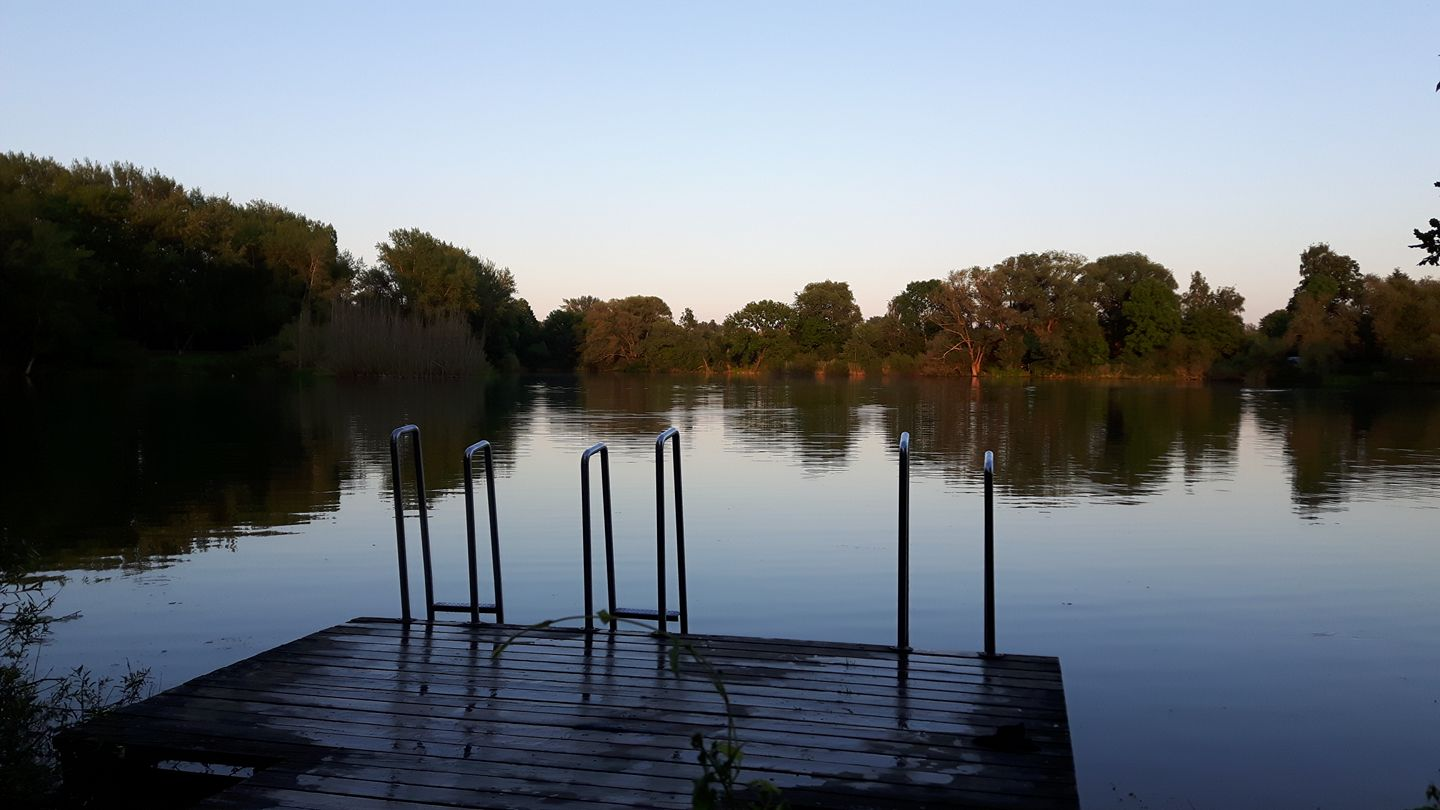
Badesteg am nördlichen Ufer des 7-Meter-Teichs

Der Sieben-Meter-Teich (auch Siebenmeterteich oder 7 Meter Teich geschrieben) ist ein etwa 60.000 Quadratmeter großer Baggersee im Stadtteil Döhren der niedersächsischen Landeshauptstadt Hannover. Er entstand durch Kiesabbau in der ersten Hälfte des 20. Jahrhunderts. Dem folgte, wie auch bei den angrenzenden Kiesteichen, die Umwandlung der mit Wasser vollgelaufenen Kiesgruben in eine naturnahe Erholungslandschaft. Seinen Namen bekam er, weil er angeblich genau sieben Meter tief ist, was jedoch nicht stimmt. Seine maximale Tiefe liegt nur bei 5,5 Metern.
Obwohl nicht im Stadtteil Ricklingen gelegen, wird er zur Gruppe der Ricklinger Kiesteiche im Überschwemmungsgebiet der Leine gezählt.
Der See liegt unmittelbar südlich des Südschnellwegs zwischen dem Ricklinger Teich im Westen und der Leine im Osten. Er hat eine annähernd viereckige Form mit vier Uferseiten. An der Seite zum Südschnellweg hin befinden sich eine größere Liegewiese und ein Steg mit Leitern für Badegäste. An der Seite zur Leine hin befindet sich eine weitere Liegewiese. An der Südseite befindet sich eine mit Schrebergärten bebaute Landzunge, an die sich der wesentlich größere Große Döhrener Teich anschließt. Alle vier Uferseiten sind zudem von einem relativ dichten Baumbestand bewachsen.
Der Sieben-Meter-Teich ist als Badesee freigegeben, die Badewasserqualität wird überwacht. Der Teich ist als FKK-Badestelle ausgeschildert, Nacktbaden ist ausdrücklich erwünscht. Wegen des guten Einstiegs und der Erlaubnis, nackt zu baden ist der See auch bei Winterschwimmern bzw. Ganzjahresschwimmern beliebt, die ihn das ganze Jahr über bei jeder Temperatur nutzen.
Der See wird auch vom Fischereiverein Hannover als Angelgewässer genutzt.